# Silviu Lung Jr.
Silviu Lung Jr., né le 4 juin 1989 à Craiova en Roumanie, est un footballeur international roumain qui joue pour le club de  Politehnica Iași.
Avec sa sélection, il participe à l'Euro 2016.

## Biographie
Siliviu Lung Junior, fils de l'ancien footballeur international roumain Silviu Lung est formé à l'Universitatea Craiova dans sa ville natale et où il fait ses débuts professionnels lors de la saison 2007-2008. Lors de ses deux premières saisons dans l'équipe première il joue peu avant de devenir ensuite le numéro un dans les cages.
En 2011, il rejoint l'Astra Giurgiu avec qui il est numéro un dès son arrivée au club.

## Palmarès
Sous les couleurs de l'Astra Giurgiu, Silviu Lung Junior remporte la Coupe de Roumanie et la Supercoupe de Roumanie en 2014. Il est champion de Roumanie en 2016 après avoir été vice-champion de Roumanie en 2014 avec l'Astra Giurgiu.